# دوفينيه
دوفينيه (بالفرنسية: Dauphiné)‏ ‎[dofine]‏ وسميت أيضا بـدوفينيه فيينوا (بالفرنسية: Dauphiné viennois)‏ ‎[dofine vjɛnwa]‏ هي مقاطعة فرنسية قديمة في جنوب شرق فرنسا وذلك على امتداد أقاليم ايزير، دروم والألب العليا الحالية تقريباً. كانت المقاطعة مستقلة ما بين سنوات 1040 إلى 1349 تحت حكم كونتات ألبون قبل أن تضمها المملكة الفرنسية وقد تمتعت بحكم ذاتي إلى حدود سنة 1457.